# Kikimora palustris
Kikimora palustris és una espècie d'aranya araneomorfa de la subfamília Erigoninae, dins de la família Linyphiidae.
És l'únic membre del gènere monotípic Kikimora. Fou descrit per primera vegada per Kiril Ieskov l'any 1988,
És un endemisme de Noruega, Rússia i Finlàndia.